# Bactrocera transversa
Bactrocera transversa är en tvåvingeart som först beskrevs av Hardy 1982.  Bactrocera transversa ingår i släktet Bactrocera och familjen borrflugor. Inga underarter finns listade.